# Paris Masters 2000 - Qualificazioni doppio
Le qualificazioni del doppio  del Paris Masters 2000 sono state un torneo di tennis preliminare per accedere alla fase finale della manifestazione. I vincitori dell'ultimo turno sono entrati di diritto nel tabellone principale. In caso di ritiro di uno o più giocatori aventi diritto a questi sono subentrati i lucky loser, ossia i giocatori che hanno perso nell'ultimo turno ma che avevano una classifica più alta rispetto agli altri partecipanti che avevano comunque perso nel turno finale.
Le qualificazioni del doppio del torneo Paris Masters 2000 prevedevano 4 coppie partecipanti di cui una è entrata nel tabellone principale.

## Teste di serie
1. Andrej Ol'chovskij /  Cyril Suk (primo turno)

1. Harel Levy /  Chris Woodruff (primo turno)

## Qualificati
1. Nicolás Lapentti  /   Carlos Moyá

## Tabellone

### Legenda
| - Q = Qualificato - WC = Wild card - LL = Lucky loser | - ALT = Alternate - SE = Special Exempt - PR = Protected Ranking | - w/o = Walkover - r = Ritirato - d = Squalificato |

|  | Primo turno | Primo turno                          | Primo turno                          | Primo turno | Primo turno |  |  | Ultimo turno                         | Ultimo turno                         | Ultimo turno                         | Ultimo turno | Ultimo turno |  |
|  |             |                                      |                                      |             |             |  |  |                                      |                                      |                                      |              |              |  |
|  |             | Jean-François Bachelot Stéphane Huet | Jean-François Bachelot Stéphane Huet | 6           | 6           |  |  |                                      |                                      |                                      |              |              |  |
|  | 1           | Andrej Ol'chovskij Cyril Suk         | Andrej Ol'chovskij Cyril Suk         | 3           | 4           |  |  | Jean-François Bachelot Stéphane Huet | Jean-François Bachelot Stéphane Huet | Jean-François Bachelot Stéphane Huet | 5            | 4            |  |
|  |             | Nicolás Lapentti Carlos Moyá         | 3                                    | 6           | 6           |  |  | Nicolás Lapentti Carlos Moyá         | Nicolás Lapentti Carlos Moyá         | Nicolás Lapentti Carlos Moyá         | 7            | 6            |  |
|  | 2           | Harel Levy Chris Woodruff            | 6                                    | 3           | 4           |  |  |                                      |                                      |                                      |              |              |  |